# Myxococcus xanthus
Описание
Myxococcus xanthus (лат.) — вид бактерий порядка Myxococcales, распространённый в верхнем слое почвы . Питаются почвенными органическими веществами, а также другими микроорганизмами путём секреции гидролитических ферментов и антимикробных веществ. В присутствии большого числа питательных веществ формируют совместно питающиеся колонии. Клетки, образующие колонию, передвигаются в сторону потенциальной жертвы (колонии другого вида), распознавая изменения эластических и механических свойств поверхности, вызванные жизнедеятельностью колонии-жертвы, далее следует окружение жертвы и ее переваривание. В ответ на снижение количества питательных веществ в среде неструктурированная масса вегетативных клеток Myxococcus xanthus реорганизуется в споры, являющиеся инструментом для переживания неблагоприятных условий.

## Биологические свойства
Myxococcus xanthus — хемоорганотрофы, строгие аэробы. Имеют вегетативные клетки с утончёнными концами и образуют сферические или овальные микроцисты.
Клетки Myxococcus представляют собой палочки,которые передвигаются посредством скольжения.

### Передвижение
Клетки типа M. xanthus передвигаются двумя способами: 1) поодиночке (A-подвижность), 2) группами (S-подвижность). A-подвижность осуществляется благодаря слизи, выделяемой по реактивному принципу, из Nls-структур, гомологичных таковым у некоторых цианобактерий, осуществляющим такой тип передвижения. S-подвижность обеспечивается посредством сокращения пилей четвёртого типа (Tfp). Это полярно расположенные структуры, в основном представленные на одном полюсе клетки. Клетки двигаются по субстрату, периодически останавливаясь и меняя направление движения на противоположное. Предполагается, что в момент остановки происходит деградация пилей на одном полюсе и синтез пилей на другом де ново. Tfp-зависимое движение опирается на два последовательно происходящих события: синтез пилей и их присоединение к полисахаридным фибриллам гликокортекса соседней клетки, после чего начинается совместное передвижение (S от "social" ("социальный"))

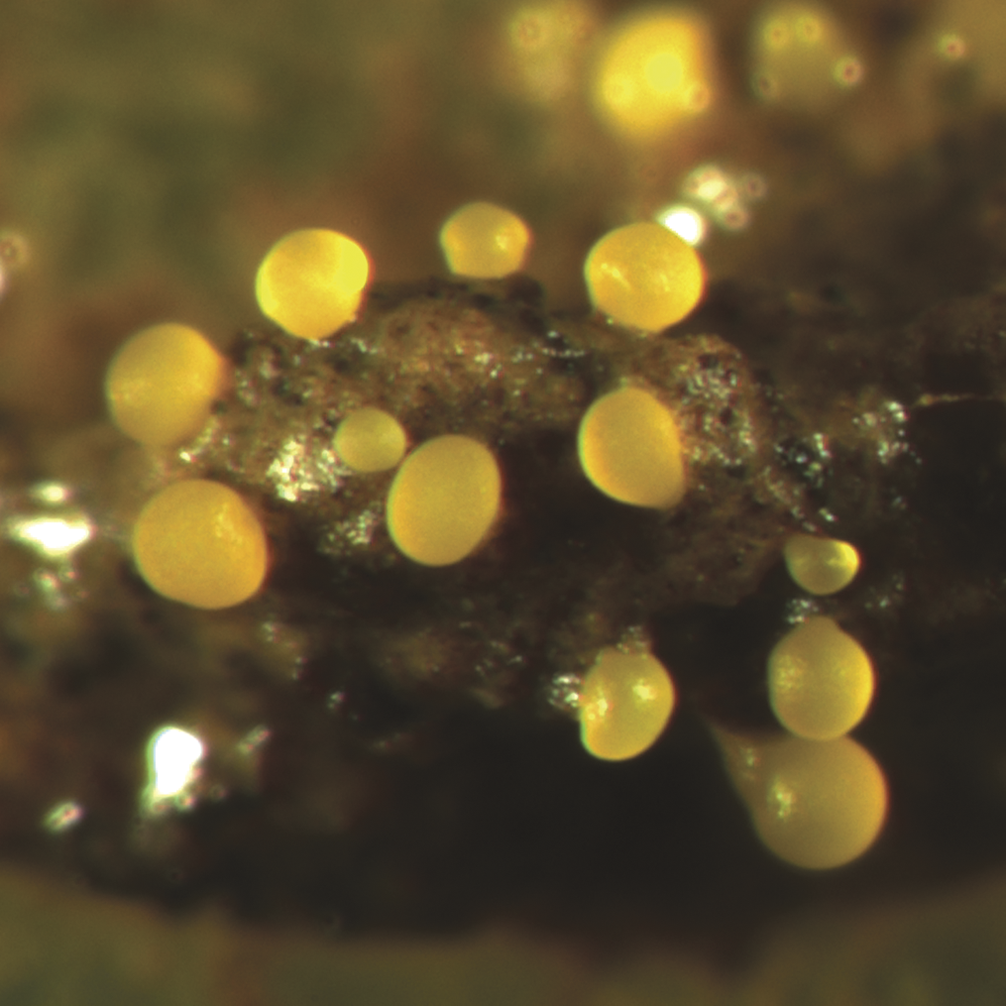
Плодовые тела Myxococcus xanthus на речном камне

С-сигнал, воздействуя на , ускоряет движение клеток и уменьшает частоту переключений, что делает возможным образование клеточных агрегатов. При S-движении клетки соединяются друг с другом, образуя цепочки. Если одна из клеток цепочки меняет направление движения, то вся цепочка разрушается.
За синтез С-сигнала отвечает csgA ген. Мутанты по этому гену не способны образовывать плодовые тела. Способность восстанавливается при совместном развитии со штаммом дикого типа. CsgA белок существует в двух формах: полноразмерный 25-kD белок (p25), гомологичный короткоцепочечной алкогольдегидрогеназе и 17-kD белок (p17). Оба белка ассоциированы со внешней мембраной. P17 представляет собой концевой участок p25. Рекомбинантный p17 с отсутствующим N-концевым участком, ответственным за связывание NAD+, имеет С-сигнальную активность. Эти данные доказывают, что активность белка не связана с алкогольдегидрогеназной активностью.